# Provinzen Sambias
Die 10 Provinzen Sambias bilden die höchste Verwaltungsebene Sambias. Diese sind wiederum in Distrikte unterteilt. Jede Provinz wird von einem vom Präsidenten ernannten Minister geleitet und für jede Provinz gibt es Ministerien der Zentralregierung. Der Verwaltungsleiter jeder Provinz ist der vom Präsidenten ernannte Ständige Sekretär. Auf Provinzebene gibt es stellvertretende Staatssekretäre, Leiter von Regierungsabteilungen und Beamte.

## Provinzen
| Provinz         | Hauptstadt | Fläche (km2) | Einwohner (2022) | Bevölkerungsdichte (EW/km2) | Distrikte | Karte |
| --------------- | ---------- | ------------ | ---------------- | --------------------------- | --------- | ----- |
| Zentralprovinz  | Kabwe      | 94.393       | 2.252.483        | 24                          | 11        |       |
| Copperbelt      | Ndola      | 31.328       | 2.757.539        | 88                          | 10        |       |
| Ostprovinz      | Chipata    | 51.476       | 2.454.788        | 48                          | 15        |       |
| Luapula         | Mansa      | 50.567       | 1.514.011        | 30                          | 12        |       |
| Lusaka          | Lusaka     | 21.896       | 3.079.964        | 141                         | 6         |       |
| Muchinga        | Chinsali   | 87.806       | 918.296          | 10                          | 8         |       |
| Nordprovinz     | Kasama     | 77.650       | 1.618.412        | 21                          | 12        |       |
| Nordwestprovinz | Solwezi    | 125.826      | 1.270.028        | 10                          | 11        |       |
| Südprovinz      | Choma      | 85.283       | 2.381.728        | 28                          | 15        |       |
| Westprovinz     | Mongu      | 126.386      | 1.363.520        | 11                          | 16        |       |
| Zambia          | Lusaka     | 752,612      | 19,610,796       | 17.3                        | 116       |       |

## Geschichte
Die Provinzeinteilung wurde von der britischen Kolonie Nordrhodesien übernommen. Der Staat Sambia bestand bei seiner Gründung im Jahre 1964 aus folgenden 8 Provinzen:
| ehemalige Provinz | Hauptstadt    |
| ----------------- | ------------- |
| Barotseland       | Mongu         |
| Central           | Broken Hill   |
| Eastern           | Fort Jameson  |
| Luapula           | Fort Rosebery |
| Northern          | Kasama        |
| North-Western     | Solwezi       |
| Southern          | Livingstone   |
| Western           | Ndola         |

Von den ursprünglichen Provinznamen änderten sich 1969 zwei, Barotseland in Westprovinz und die bisherige Westprovinz in Copperbelt. 1973 entstand durch Abtrennung der Distrikte Lusaka und Luangwa von der Zentralprovinz die neue Provinz Lusaka. 2011 wurde die Provinz Muchinga neu gegründet.

## Verwaltung
Die Provinzregierung dient ausschließlich Verwaltungszwecken. Jede Provinz wird von einem vom Präsidenten ernannten Minister geleitet und für jede Provinz gibt es Ministerien der Zentralregierung. Der Verwaltungsleiter jeder Provinz ist der vom Präsidenten ernannte Ständige Sekretär. Auf Provinzebene gibt es stellvertretende Staatssekretäre, Leiter von Regierungsabteilungen und Beamte. Die Provinzen sind weiter in Distrikte unterteilt und fast alle Distrikthauptquartiere stimmen mit den Distriktnamen überein. Jeder der 116 Bezirke in den 10 Provinzen hat einen Rat, der von einem gewählten Vertreter, dem sogenannten Councilor, geleitet wird. Jeder Stadtrat bleibt drei Jahre im Amt.
Das Verwaltungspersonal des Rates wird auf der Grundlage der Local Government Service Commission innerhalb oder außerhalb des Bezirks ausgewählt. Das Büro der Provinzregierung befindet sich in jedem Bezirkshauptquartier und verfügt über lokale Regierungsbeamte und Rechnungsprüfer der Provinz. Jeder Gemeinderat ist für die Erhebung und Eintreibung lokaler Steuern verantwortlich und die Haushalte des Gemeinderats werden jedes Jahr nach dem Jahreshaushalt geprüft und vorgelegt. Die gewählten Ratsmitglieder beziehen kein Gehalt, erhalten jedoch Zulagen vom Rat. Sambia hat überwiegend ländliche Provinzen und daher gibt es 2017 nur vier Stadträte (Lusaka, Ndola, Kitwe, Chipata). Die Regierung schreibt den Räten 63 verschiedene Funktionen vor, von denen die meisten Infrastrukturmanagement und lokale Verwaltung sind. Die Stadträte haben den Auftrag, alle ihre Gemeindezentren, Zoos, örtlichen Parks, Entwässerungssysteme, Spielplätze, Friedhöfe, Wohnwagenplätze, Bibliotheken, Museen und Kunstgalerien zu unterhalten. Sie arbeiten auch mit bestimmten Regierungsabteilungen zusammen, um in der Landwirtschaft, beim Schutz natürlicher Ressourcen, im Postdienst sowie bei der Einrichtung und Unterhaltung von Krankenhäusern, Schulen und Hochschulen zu helfen. Die Räte bereiten Programme vor, die die Beteiligung der Gemeinschaft fördern.